# Mechthild av Schwarzburg-Käfernburg
Mechthild av Schwarzburg-Käfernburg, död 1192, var hertiginna av Pommern som gift med Adolf II av Holstein. 
Hon var regent som förmyndare för sin son Adolf III av Holstein 1164-1174.